# Enhydrosoma micrurum
Enhydrosoma micrurum är en kräftdjursart som beskrevs av Albert Monard 1928. Enhydrosoma micrurum ingår i släktet Enhydrosoma och familjen Cletodidae. Inga underarter finns listade i Catalogue of Life.